# Snorre Harstad
Snorre Harstad (1971. január 24. –) norvég labdarúgóhátvéd.
A játékosról az interneten nagyon kevés információ lelhető fel, holott 2010-ben angol nyelvű könyv jelent meg róla. Hogy hány Holter-meccsen lépett pályára, arról sincs információ. Juniorként a Rælingen FK-ban játszott. Később a Holter IF játékosa lett, majd az élvonalbeli Lillestrøm SK az 1996-os szezon előtt 110 000 norvég korona ellenében szerződtette. Az 1997-es szezon előtt visszatért a Holterhez. Később 34 meccsen szerepelt az Eidsvold Turnban 1999 és 2000 között.
Felesége Katrine Moholt, Nannestadban élnek. A hölgy ismert norvég televíziós személyiség. 2006-ban ő nyerte a Skal vi danse?-t.